# Kornblume (Heraldik)

Kornblume im Wappen von Langenberg (Kreis Gütersloh)

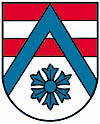
Kornblume im Wappen von Hartkirchen (Oberösterreich)

Die Kornblume ist in der Heraldik eine gemeine Figur und kann mit anderen Figuren im Schild sein. Die Wappen mit dieser Figur sind nicht häufig. Zwei Formen werden im Wappen genommen.
Eine Form ist die strenge Darstellung der Blüte in der Draufsicht. Sechs bis neun und mehr blaue Blütenblätter ist die bevorzugte Wappenfigur. Andere Farben sind möglich, aber wenn anders, dann zumeist in Gold und Silber. Wenn mehrere Blüten im Wappen oder Schildhaupt sind, gelten die allgemeinen Regeln 2:1 oder 1:2 im Schild gestellt oder balkenweis im Haupt. Auch die Belegung von Balken und Pfahl erfolgt in der heraldisch üblichen Weise.
Eine andere Möglichkeit ist die natürliche und stilisierte Form der Blüte mit Stil und Blättern.
Die Kornblume ist seit 1968 die Nationalblume Estlands.

(Altenkrempe)
(Blaricum NL)
(Louisendorf)
(Preist)
(Riepsdorf)
(Schrozberg)
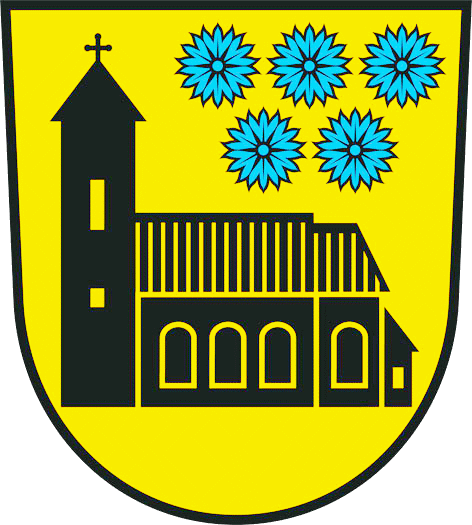
(Waltersdorf)
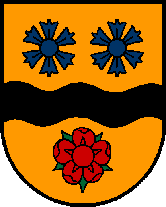
(Treubach AT)